# Jakub Schenk
Jakub Maciej Schenk (ur. 29 lipca 1994 w Tarnowie) – polski koszykarz występujący na pozycjach rozgrywającego, od 2023 zawodnik Trefla Sopot.
15 czerwca 2016 został zawodnikiem Polpharmy Starogard Gdański. 15 czerwca 2018 podpisał umowę z Kingiem Szczecin.
14 lipca 2019 dołączył do Polskiego Cukru Toruń.
9 lipca 2020 zawarł kontrakt z Kingiem Szczecin. 1 grudnia 2022 został graczem Grupy Sierleccy-Czarnych Słupsk. 23 czerwca 2023 dołączył do Legii Warszawa. 7 września 2023 został zawodnikiem Anwilu Włocławek. 8 listopada 2023 podpisał umowę z Treflem Sopot.

## Osiągnięcia
Stan na 18 czerwca 2024, na podstawie, o ile nie zaznaczono inaczej.

### Drużynowe
- Mistrz Polski (2024)[11]
- Wicemistrz Polski (2016)
- Finalista Pucharu Polski (2020)[12]
- Mistrz Polski juniorów starszych (U–20 – 2014)
- Uczestnik rozgrywek FIBA Europe Cup (2015/16)
- Awans do I ligi z Rosą II Radom (2014)

### Indywidualne
- MVP:
  - finałów mistrzostw Polski (2024)[13]
  - miesiąca EBL (październik 2021)[14]
  - kolejki EBL (6 – 2021/2022)[15]
- Największy postęp Energa Basket Ligi (2019)[16]
- Najlepszy rozgrywający mistrzostw Polski juniorów starszych (U–20 – 2014)
- Zaliczony do I składu kolejki EBL/OBL (6 – 2021/2022, 22 – 2022/2023, 24 – 2023/2024)[17][18][19]

### Reprezentacja
Seniorska
- Uczestnik mistrzostw Europy (2022)[20]

Młodzieżowe
- Wicemistrz Europy U–20 dywizji B (2013)
- Uczestnik mistrzostw Europy:
  - U–20 (2014 – 9. miejsce)
  - U–18 (2012 – 16. miejsce)